# دورات غيرييه

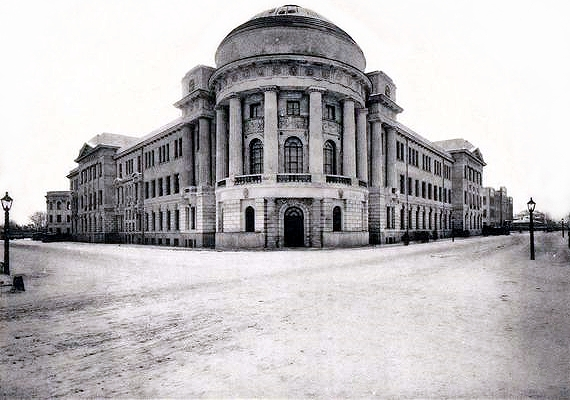
المبنى الرئيسي للدورات العليا للنساء (بني في 1909-1913)

دورات غيرييه أو الدورات العليا للنساء في موسكو (الروسية: Московские высшие женские курсы) دورات موسكو العليا للنساء كانت جامعة للنساء بين عامي 1872 و1918 مع توقف بين عامي 1888 و1900. بعد ذلك تم تحويلها إلى جامعة موسكو الحكومية الثانية. كانت واحدة من أكبر وأبرز مؤسسات التعليم العالي النسائية في الإمبراطورية الروسية وتأتي في المرتبة الثانية بعد دورات بستوزيف في سانت بطرسبورغ. أسسها وأدارها فلاديمير إيفانوفيتش غيرييه (الروسية: Владимир Иванович Герье).  